# Wangen (Bas-Rhin)
Wangen település Franciaországban, Bas-Rhin megyében. Lakosainak száma 637 fő (2022. január 1.). Wangen Kirchheim, Marlenheim, Wasselonne és Westhoffen községekkel határos.

## Népesség
A település népessége az elmúlt években az alábbi módon változott:
| Lakosok száma | 707  | 712  | 722  | 698  | 684  | 670  | 654  | 645  | 637  |
|               | 2013 | 2015 | 2016 | 2017 | 2018 | 2019 | 2020 | 2021 | 2022 |